# Cút Virginia
Cút Virginia (danh pháp khoa học: Colinus virginianus) là một loài chim trong họ Odontophoridae.
Cút Virginia là loài bản địa Hoa Kỳ, Mexico và Caribe. Loài này có 21 phân loài.

## Hình ảnh

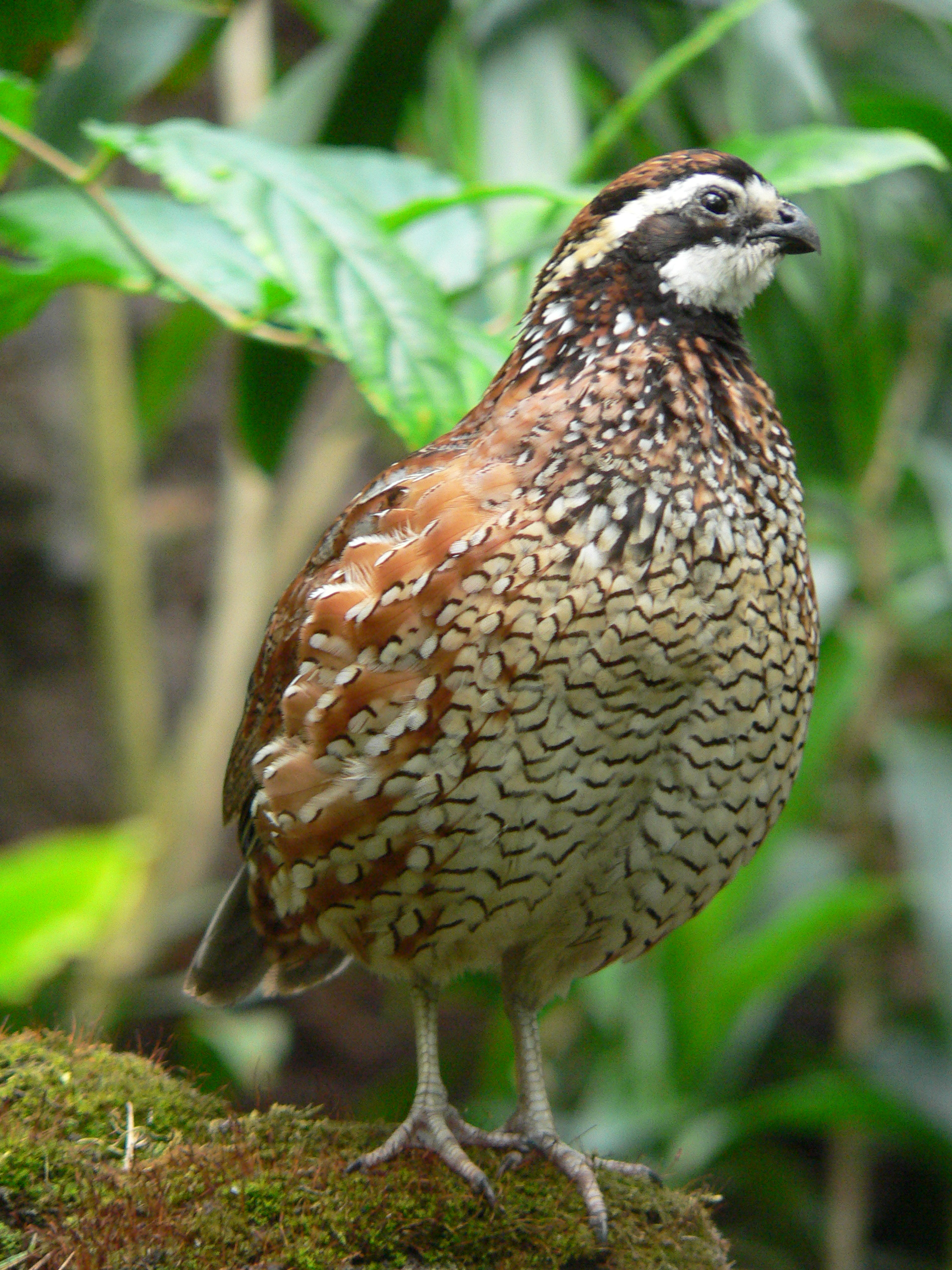
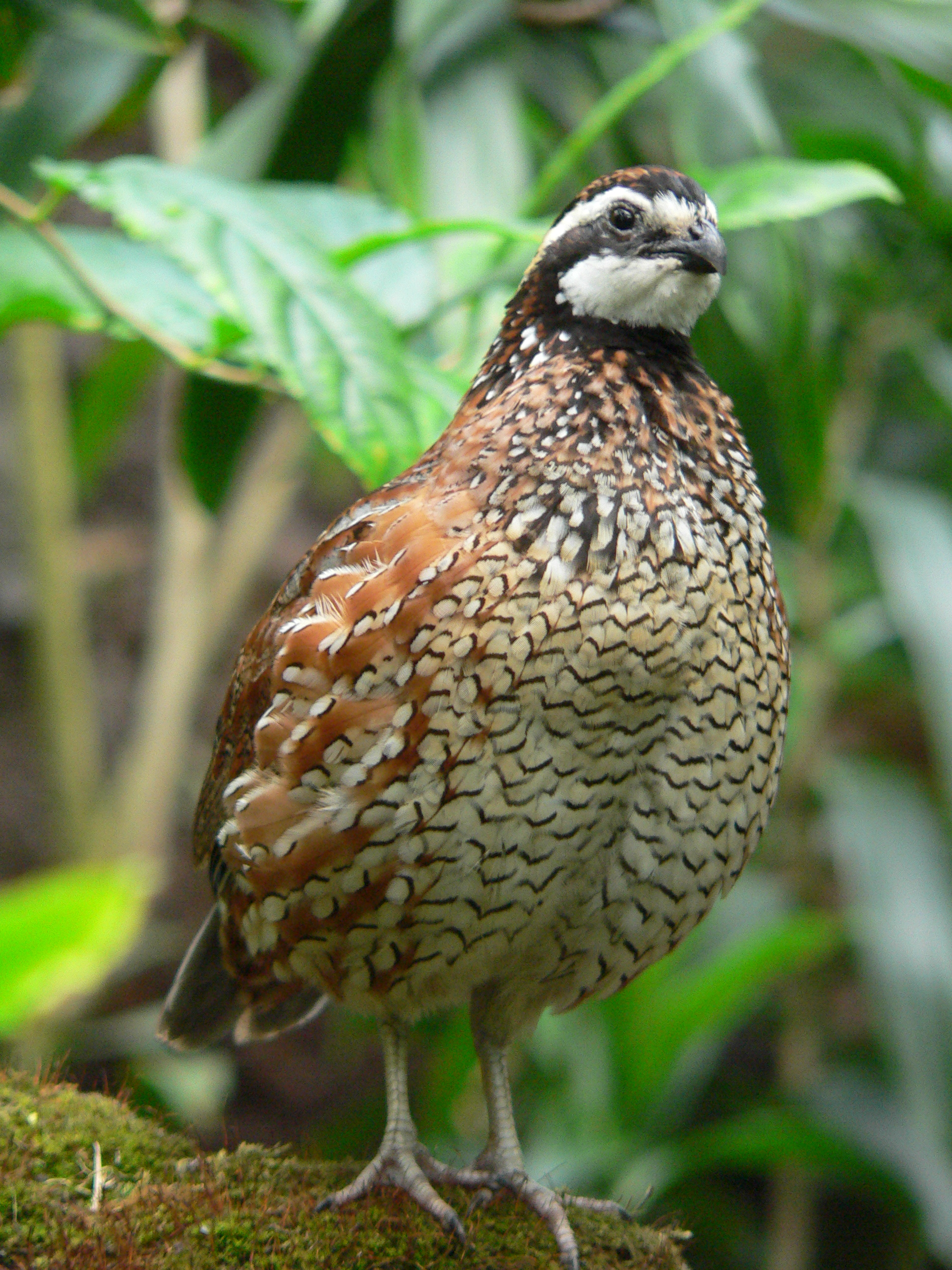
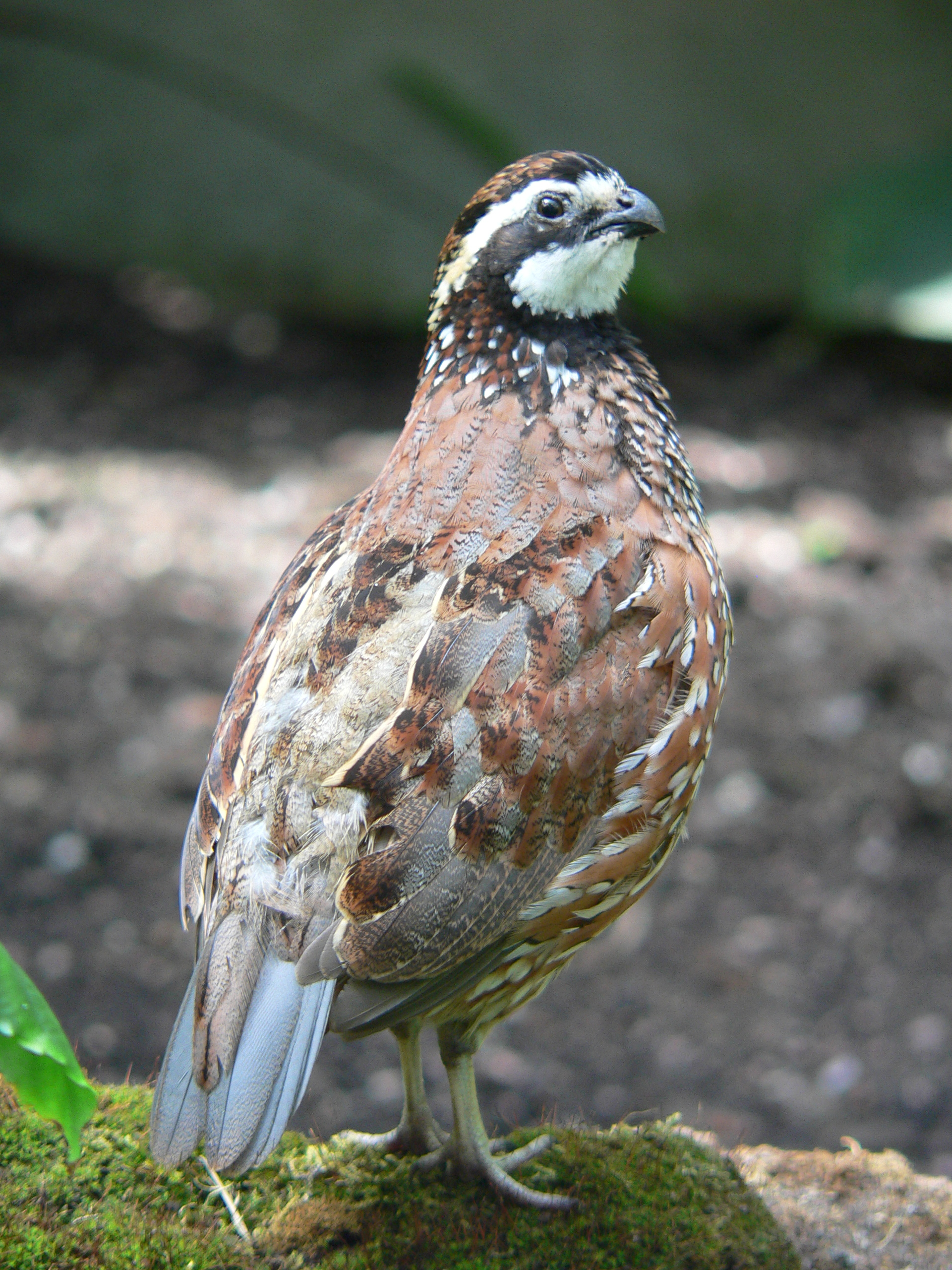

## Tham khảo

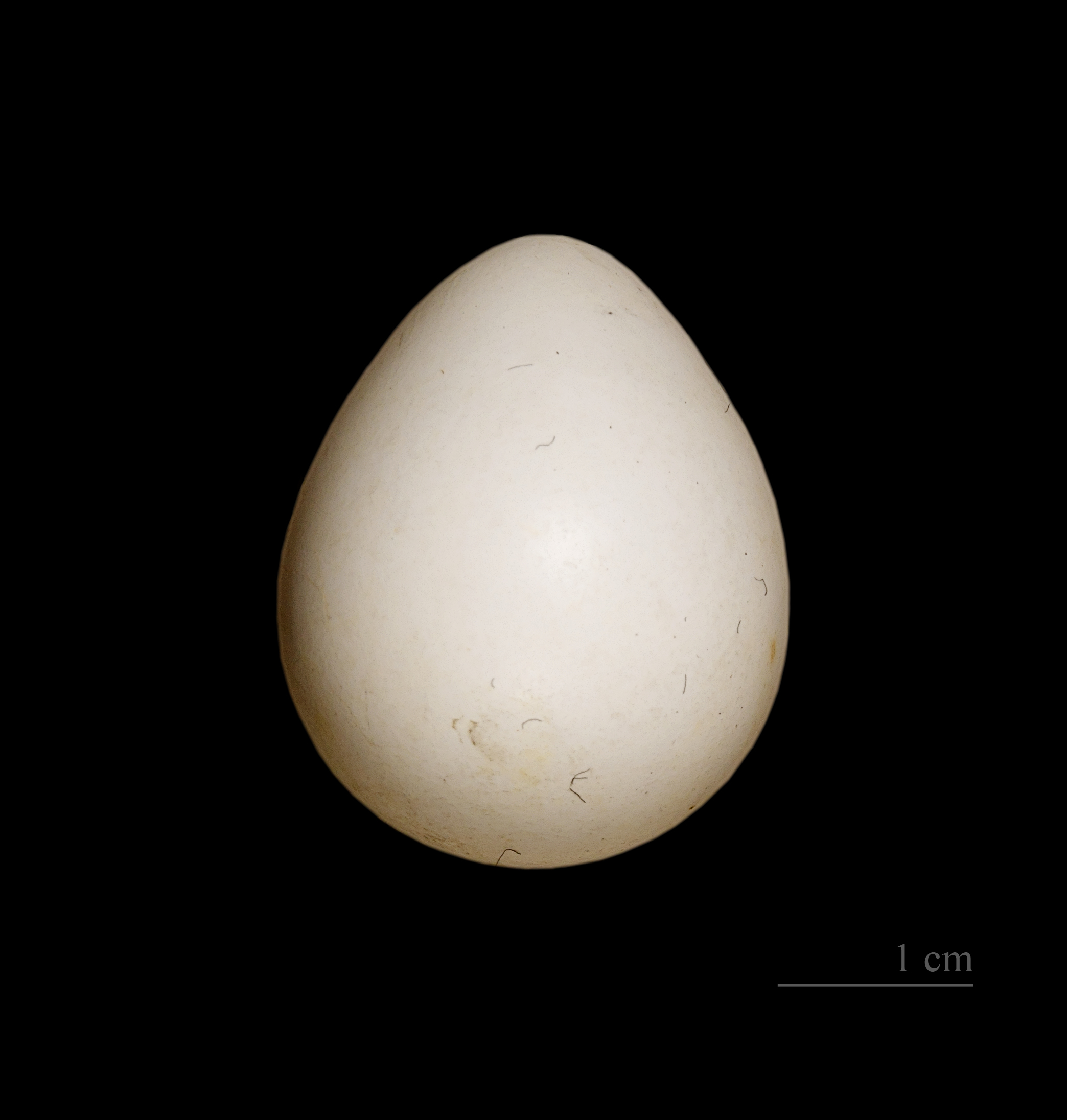
Trứng cút Virginia (Colinus virginianus)